# Empoasca delongi
Empoasca delongi är en insektsart som beskrevs av Poos 1933. Empoasca delongi ingår i släktet Empoasca och familjen dvärgstritar. Inga underarter finns listade i Catalogue of Life.